# Elena Kolpachikova
Elena Kolpachikova (ukrainisch Олена Колпачікова; russisch Елена Колпачикова; * 17. Februar 1971 in Jalta, Ukrainische Sozialistische Sowjetrepublik, Sowjetunion) ist eine ukrainische Schauspielerin und Model.

## Leben
Elena Kolpachikova wurde 1971 in Jalta geboren. Sie besuchte das Lee Strasberg Theatre and Film Institute. Als Schauspielerin war sie hauptsächlich in Hollywood tätig. Ihre erste Rolle hatte sie in Grindhouse von 2007 von den Regisseuren Robert Rodriguez und Quentin Tarantino im Segment Werewolf Women of the SS, ohne als eine der Werwolf-Frauen genannt zu werden. In nahezu allen ihrer bis 2013 erfolgten Auftritte wird sie nicht im Abspann genannt.
Im Jahr 2010 war Kolpachikova in zwei Episoden der Doku-Reality-Sendung Jessica Simpson’s The Price of Beauty sowie zu Gast in der Talkshow The John Kerwin Show.
Sie spricht fließend Ukrainisch, Russisch und Englisch. 

## Filmografie
- 2007: Grindhouse
- 2008: Montana
- 2010: Gigantic (Fernsehserie, Folge 1x04)
- 2010: Skyline
- 2010: The Bannen Way
- 2011: Transformers 3 (Transformers: Dark of the Moon)
- 2011: Accidentally in Love (Fernsehfilm)
- 2011: Meine erfundene Frau (Just Go with It)
- 2012: Argo
- 2013: True Blood (Fernsehserie, Folge 5x06)
- 2013: Chosen (Fernsehserie, Folge 2x03)